# Henllan
Henllan är en community i Storbritannien.   Den ligger i kommunen Denbighshire och riksdelen Wales, i den södra delen av landet, 290 km nordväst om huvudstaden London.